# 早川勝 (政治家)
早川 勝（はやかわ まさる、1940年〈昭和15年〉12月21日 - ）は、日本の政治家。愛知県豊橋市長（3期）、衆議院議員（3期）などを歴任。

## 経歴
愛知県豊橋市出身。愛知県立時習館高等学校、愛知大学法経学部経済学科卒業。立教大学大学院経済学研究科修士課程修了。日本社会党の職員を務める。
1986年7月6日に行われた第38回衆議院議員総選挙に、旧愛知5区から日本社会党公認で出馬し、初当選。
1990年2月18日に行われた第39回衆議院議員総選挙に、旧愛知5区から出馬し、当選（2期目）。
1991年5月、土井たか子日本社会党委員長の辞任により、後任の委員長に就任した田邊誠の下、党政策審議会長、社会党シャドーキャビネット官房長官に就任。1992年のはPKO国会では政府案を一旦は廃案に追い込んだが、与党側の巻き返しによりPKO協力法は成立。社会党は同年7月の第16回参議院議員通常選挙で敗北し、1993年に田邊委員長が辞任したのに伴い、早川も政策審議会長を離任。
1993年7月18日に行われた第40回衆議院議員総選挙に、旧愛知5区から出馬し、当選（3期目）。
1994年6月、村山内閣の成立後、村山富市首相の発案により新設された内閣総理大臣補佐に就任。

### 豊橋市長へ
1996年1月、党名変更した社民党結党に参加。同年9月26日、記者会見し旧民主党に入党する意向を表明。同日、社民党へ離党届を提出した。
ところが衆議院が解散した9月27日、豊橋市長の高橋アキラが収賄容疑で逮捕され、状況が一変する。当初「容疑は否認する。辞める意思はない」と言っていた高橋は9月30日に辞職願を提出。同日午後、早川は第41回衆議院議員総選挙への出馬辞退と、高橋の辞職に伴う豊橋市長選に出馬することを表明した。高橋は10月2日付で辞職。自民党は同日、市議会の「公明」「市民まちくらぶ」「新進」の3会派で作る“新進党グループ”に候補者擁立への協力を要請。3会派とも前向きに対応する考えを伝えた。社民党県連合は総選挙後、民主党愛知に移行する段取りになっていたが、10月5日、社民党県連合第15選挙区委員会委員長の柏熊光代県議は記者会見し、衆院選の民主党後継候補擁立を断念したと発表した。記者会見に同席した早川は「私が穴を開けた場所に後任を立てられず責任を痛感している。総選挙中は比例区での民主党支持を、個人的にお願いしていく」と述べた。
10月初め、「次の豊橋市長」の呼び声の高かった山本明彦県議に、名古屋市中村区選出の寺西学県議は「君は土建屋やで、今は立っちゃいかん」と忠告した。この一言で本命馬は早々と舞台から消える。10月17日、自民党豊橋市議団は収入役の伊藤良成を擁立することを決定する、10月24日、伊藤は出馬を辞退。前市長の高橋を補佐してきた「収入役」の肩書きに、市民からの批判ばかりか、自民が共闘の申し入れをしている新進系3会派からもクレームがついたためであった。自民党市議の一人は「新進系の推薦がとれるというから、17日の総会で全会一致で決めたのにどういうことか」と執行部の不手際に不満を募らせた。自民党豊橋市議団は10月25日までに前豊橋技術科学大学長の佐々木慎一を擁立する方針を固めたが、結局10月31日になって候補者擁立を正式に断念することを決めた。なお、自民党県連会長の要職にあった村田敬次郎は、10月20日の衆院選に向けて戦っている最中だったことなどを理由として「市長選には口出しはしない」との姿勢を貫いた。11月6日、連合愛知豊橋地域協議会は早川の推薦を決定。
同年11月17日に行われた豊橋市長選挙に立候補し、3人の新人候補を破り初当選した。投票率はワースト2位の38.86％だった。
2000年、2004年の市長選でも当選。
2008年11月9日の豊橋市長選挙に4選を目指して出馬したが、元国土交通官僚の佐原光一、前自民党県議の小久保三夫に次ぐ3位で落選。

## 政策
- 選択的夫婦別姓制度の導入に賛同する[15]。